# Dicaelotus missouriensis
Dicaelotus missouriensis är en stekelart som först beskrevs av William Harris Ashmead 1890.  Dicaelotus missouriensis ingår i släktet Dicaelotus och familjen brokparasitsteklar. Inga underarter finns listade i Catalogue of Life.